# The Antichrist
The Antichrist – siódmy album studyjny niemieckiej grupy muzycznej Destruction. Nagrania ukazały się 27 sierpnia 2001 roku nakładem wytwórni muzycznej Nuclear Blast. Płyta została nagrana w składzie: Marcel "Schmier" Schirmer (śpiew, gitara basowa), Mike Sifringer (gitara) oraz Sven Vormann (perkusja). Wydawnictwo dotarło do 89. miejsca listy Media Control Charts w Niemczech.

## Lista utworów
Opracowano na podstawie materiału źródłowego.
1. "Days of Confusion" - 0:49
2. "Thrash Till Death" - 4:23
3. "Nailed to the Cross" - 3:46
4. "Dictators of Cruelty" - 4:31
5. "Bullets from Hell" - 5:06
6. "Strangulated Pride" - 3:27
7. "Meet Your Destiny" - 4:02
8. "Creations of the Underworld" - 3:54
9. "Godfather of Slander" - 4:09
10. "Let Your Mind Rot" - 4:15
11. "The Heretic" - 3:41